# Anthony Gobert
Pour les articles homonymes, voir Gobert.
Anthony Gobert, né le 5 mars 1975 à Greenacre (Nouvelle-Galles du Sud) et mort le 17 janvier 2024 à Gold Coast dans le Queensland,, est un pilote de moto australien surnommé « Go Show ». Pilote talentueux, ses addictions ont compromis sa carrière. 

## Biographie
Durant son adolescence, Anthony Gobert court avec succès en moto-cross, remportant plusieurs classes nationales en Australie, avant de passer à la course de vitesse et de gagner le championnat national australien de Superbike.
Il est d'abord remarqué en 1994 en tant que pilote invité au circuit de Phillip Island, prenant la pole position, une victoire et une troisième place. Pilote à plein temps dans le championnat pour Muzzy Kawasaki en 1995, il devient leader de son équipe après le départ inattendu du pilote américain Scott Russell (en) et termine quatrième au général, remportant des courses à Laguna Seca et Phillip Island. Il termine huitième du championnat en 1996, avec trois victoires et trois autres podiums, après avoir manqué une grande partie de la saison sur blessures.
En 1997, il participe au championnat du monde 500 cm3 avec la Lucky Strike Suzuki en remplaçant Scott Russell, mais est exclu à la mi-saison après avoir échoué à un test antidopage. 
Pour les saisons 1998 et 1999, il participe au championnat AMA Superbike sur une Ducati Vance & Hines, avec un certain succès, dont une victoire en tant que pilote invité en WSBK à Laguna Seca. Une victoire dans la deuxième course était à portée de main, jusqu'à ce qu'une chute mette un terme à son effort au dernier virage. Cette deuxième course est remportée par son coéquipier, Ben Bostrom. Pour 2000 il revient en WSBK sur une SB8R Bimota. Avec le numéro 501, il remporte contre toute attente une course sous la pluie à Philip Island, avant que son équipe se retire de la compétition, faute de moyens financiers.
En 2001, il est de retour dans le championnat AMA avec Yamaha et passera deux ans à courir avec la YZF R7 dans la catégorie Superbike et la YZF R6 dans la catégorie Supersport. Après quelque temps dans les Australian Superbike series, il participera à deux courses de championnat du monde Supersport début 2006, en remplacement de l'Espagnol David Checa, blessé.
En 2006, il participe à Valence au championnat du monde Superbike, ce qui fait de lui le premier pilote à avoir reçu des invitations de courses (Wild card) sur trois continents. En 2007, il revient disputer le Superbike australien sur une Kawasaki.

### Vie privée
Selon un article du quotidien australien The Courier-Mail, Anthony Gobert, âgé de 33 ans, a été accusé de deux chefs d'inculpation : un pour le vol de deux billets de 20 $, arrachés de la main d'un homme de 70 ans le 13 mai 2008 dans un supermarché à Surfers Paradise, et un vol « à l'arraché » du sac à main d'une femme le lendemain. Il a été libéré sous caution à condition de remettre son passeport, de se présenter à un contrôle judiciaire auprès de la police cinq fois par semaine. Il se voit de plus interdit d'accès au centre de Surfers Paradise.
En juin 2019, après avoir été impliqué dans une altercation dans un restaurant, Anthony Gobert a été suivi jusque chez lui par plusieurs personnes. Ces dernières ont pénétré de force son domicile et l'ont attaqué à coups de battes de base-ball. L'agression a été si brutale qu'il était méconnaissable, le personnel de l'hôpital a dû effectuer des recherches sur Internet pour contacter ses proches après qu'il a repris conscience.

### Mort
Anthony Gobert est mort le 17 janvier 2024 après une courte maladie, il avait seulement 48 ans.